# Rutherford-Kabel
Ein Rutherford-Kabel ist eine Bauform von supraleitenden elektrischen Kabeln, die häufig zur Erzeugung von Magnetfeldern in Teilchenbeschleunigern verwendet wird. Es ist nach dem britischen Rutherford-Laboratorium benannt, in dem die Kabelkonstruktion entwickelt wurde.
Das Kabel besteht aus einzelnen supraleitenden Strängen, die sich schraubenlinienförmig umwinden und in ihrer Gesamtheit in einer rechteckigen Form angeordnet sind. Zur Herstellung eines Rutherford-Kabels kann in der Regel nur ein flexibler Supraleiter verwendet werden, der zu einem Draht gezogen werden kann, wie die im Large Hadron Collider verwendeten Supraleiter auf Niobbasis. 